# Vienna Insurance Group

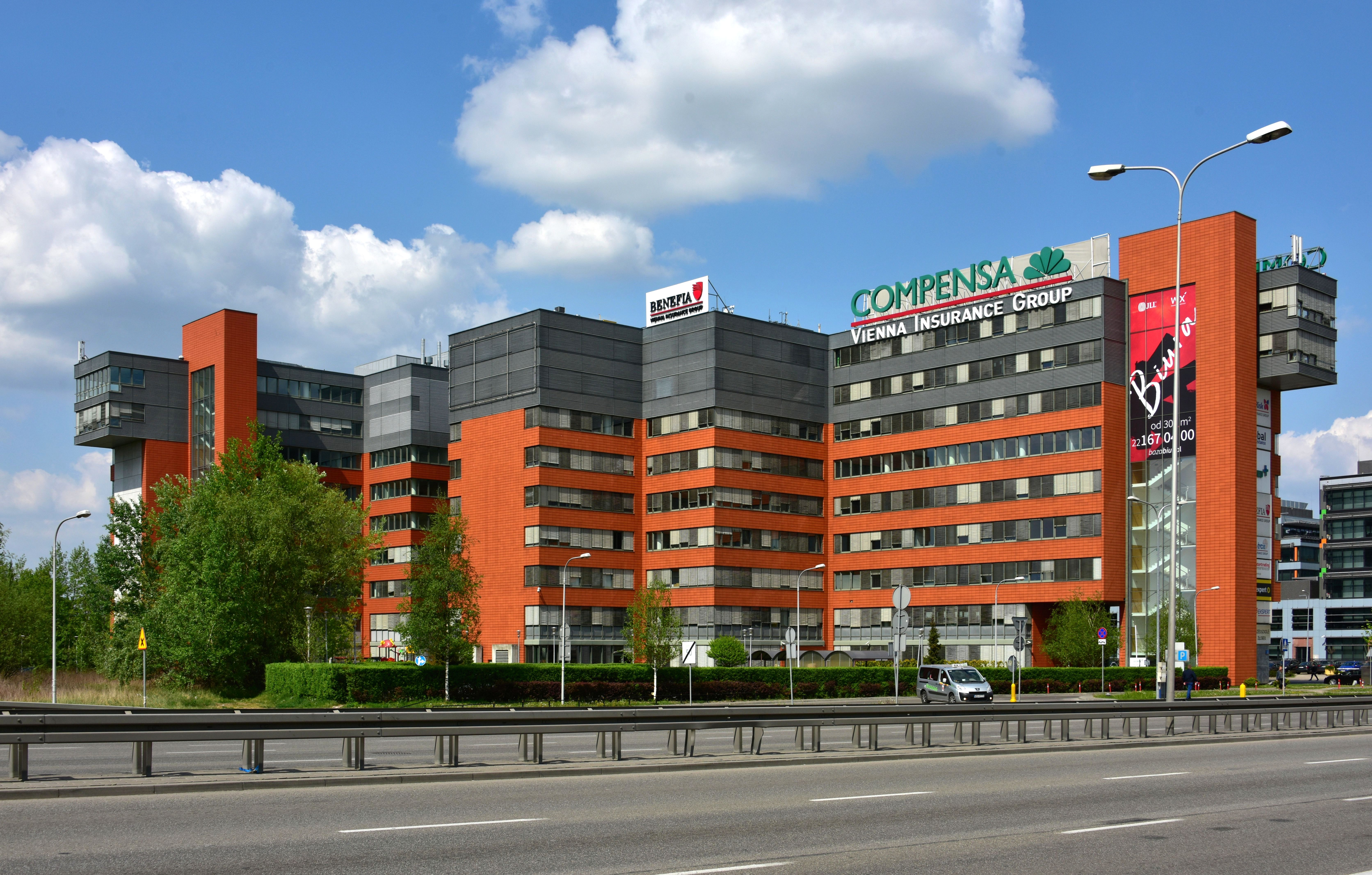
Siedziba spółek Vienna Insurance Group przy Alejach Jerozolimskich 162 w Warszawie

Vienna Insurance Group AG (Wiener Versicherung Gruppe, VIG) z siedzibą w Wiedniu, w Austrii, jest jedną z największych grup ubezpieczeniowych w Europie środkowo-wschodniej, zatrudniającą około 23 tys. pracowników i obracającą składkami o wielkości około 9,7 mld EUR. Około 70% akcji należy do Wiener Städtische Wechselseitige Versicherungsanstalt Vermögensverwaltung.

## Historia
Historia Vienna Insurance Group rozpoczęła się w 1824 roku, gdy założono k.u.k. priv. wechselseitige Brandschaden Versicherung.
W 1991 roku przedsiębiorstwo zaczęło poszerzać działalność w kierunku Europy Środkowo-Wschodniej, zakładając spółkę Kooperativa w Czechosłowacji (obecnie Kooperativa pojišťovna, a.s., Vienna Insurance Group).
W 1994 roku przedsiębiorstwo przekształciło się w spółkę akcyjną i 11% udziałów zostało wprowadzonych do obrotu na Wiener Börse w postaci akcji uprzywilejowanych. Te natomiast, w 2005 roku zostały, zmienione w akcje zwykłe przez co spółka zwiększyła swój kapitał o około 900 milionów euro na finansowanie akwizycji.
W 2006 roku marka Vienna Insurance Group została przedstawiona jako marka międzynarodowa. W Europie Środkowo-Wschodniej spółki zależne często używają jej obok ich pierwotnych nazw.
W tym samym roku Vienna Insurance Group stała się większościowym akcjonariuszem Towarzystwa Ubezpieczeń Cigna Stu S.A., które w 2008 roku zmieniło nazwę na InterRisk Towarzystwo Ubezpieczeń S.A. Vienna Insurance Group. W Polsce Vienna Insurance Group kontroluje także spółki Compensa TU S.A., Compensa Życie, Benefia TU S.A., Polisa Życie S.A.
W 2008 roku nowy wzrost kapitału pozwolił na akwizycje działalności ubezpieczeniowej Erste Group, co przekształciło VIG w lidera na rynku Europy Środkowo-Wschodniej.
Podczas spotkania udziałowców w 2010 roku zdecydowano utworzyć Wiener Städtische Versicherung AG Vienna Insurance Group do działalności ubezpieczeniowej w Austrii.

## Struktura
Zgodnie z międzynarodową strategią Vienna Insurance Group przeszła z krajowej firmy ubezpieczeniowej w międzynarodową spółkę z ponad 50 zakładami ubezpieczeniowymi w 25 krajach. W sumie około 50% składek wszystkich spółek pochodzi z rynków Europy Środkowo-Wschodniej.

### VIG kontroluje następujące spółki
- Austria (od 1824)
  - Wiener Städtische
  - Donau Versicherung(inne języki)
  - s Versicherung
- Niemcy (1990)
  - InterRisk Versicherung(inne języki)
- Liechtenstein (1999)
  - Vienna Life
- Włochy (1999)
  - Wiener Städtische (pomocniczy)
  - Donau Versicherung (pomocniczy)
- Słowenia (2004)
  - Wiener Städtische zavarovalnica (pomocniczy)
- Polska (1998)
  - Compensa TU S.A. Vienna Insurance Group
  - InterRisk TU S.A. Vienna Insurance Group
  - Polisa Życie S.A. Vienna Insurance Group
  - Vienna Life TU na Życie S.A. Vienna Insurance Group
  - Wiener TU S.A. Vienna Insurance Group
  - Global Assistance[1]
  - Vienna Powszechne Towarzystwo Emerytalne
- Czechy (1990)
  - Kooperativa
  - CPP Ceská podnikatelská pojist’ovna(inne języki)
  - PČS Pojišt’ovna České spořitelny(inne języki)
  - VIG Re
- Słowacja (1990)
  - Kooperativa
  - Komunálna
  - PSS Poisťovňa Slovenskej sporiteľne
- Chorwacja (1999)
  - Wiener osiguranje
  - Erste osiguranje
- Serbia (2002)
  - Wiener Städtische osiguranje
- Czarnogóra (2010)
  - Wiener Städtische Podgorica
- Macedonia (2007)
  - WINNER Vienna Insurance Group
  - WINNER LIFE Vienna Insurance Group
  - Makedonija Osiguruvanje
- Albania (2007)
  - Sigma Interalbanian
  - Intersig
- Węgry (1996)
  - Union Biztosító(inne języki)
  - AXA Biztosító
  - Vienna Life Biztosító
- Bułgaria (2002)
  - Bulstrad Vienna Insurance Group
  - Bulstrad Life Vienna Insurance Group
- Rumunia (2001)
  - Asirom(inne języki)
  - Omniasig(inne języki)
  - BCR Życie
- Ukraina (2004)
  - Jupiter
  - Kniazha(inne języki)
  - Globus
  - USG
- Białoruś (2002)
  - Kupala
- Turcja (2007)
  - Ray Sigorta(inne języki)
- Gruzja (2006)
  - GPIH
  - IRAO
- Estonia, Łotwa, Litwa (2008)
  - Compensa Life
  - AAS „BTA Baltic Insurance Company”[2][3]
- Bośnia i Hercegowina (2011)
  - Jahorina
- Mołdawia (2014)
  - Donaris